# عبد العزيز بن إبراهيم الثميني
عبد العزيز بن إبراهيم ابن عبد الله بن عبد العزيز الثميني الملقَّب بـ«ضياء الدين» (و: 1130هـ / 1718م – ت: السبت 11 رجب 1223هـ / 1808م)  عالم جزائري مسلم.

## النشأة والتعليم
علم من أعظم أعلام الإباضية، من بني يسجن بميزاب، ولد ونشأ بها، وحفظ القرآن ببلدته، ثمَّ سافر إلى وارجلان ليدير أملاك والده بها حتَّى سنِّ الثلاثين، وبقدوم الشيخ أبي زكرياء يحيى بن صالح الأفضلي (ت: 1202هـ / 1787م) إلى ميزاب عاود الكرَّة في سبيل العلم، ولازمه في حلقاته إلى أن نبغ في علوم اللغة العربية والشريعة والمنطق وغيرها.
خاض مع شيخه معركة الإصلاح في المجتمع، فلاقى من أجل ذلك أذى كثيرًا، فكان ذلك العهد بداية للحركة الإصلاحيَّة التغييريَّة بوادي ميزاب، والتي امتدَّت إلى ما بعد عهد الشيخ بيُّوض إبراهيم.
وفي سنة 1201ه/1786م أسندت إليه مهمَّة مشيخة العزَّابة، فلازم العمل الاجتماعي والإصلاحي، والمهام الدينيَّة ردحًا من الزمن، ثمَّ اعتزل الناس ليشتغل بالتدريس والفتوى والتأليف، «ولزم داره خمس عشرة سنة، لا يخرج منها إِلاَّ إذا حزب الأمَّة أمرٌ».
ومِمَّن تخرَّج على يديه:
- إبراهيم بن بيحمان.
- والشيخ يوسف بن حمُّو بن عدُّون، وقد مرَّت عليه سلسلة نسب الدين.[2][3][4][5][6][7]

## مؤلفاته
غير أنَّ التأليف استوعب معظم انشغاله فأثرى بذلك المكتبة الإسلاميَّة بكثير من أمَّهات الكتب في مختلف الفنون، ومن مؤلفاته نذكر:
- «أرجوزة في الفلك ومنازل البروج».[2][3][4][5][6][7]
- «الأسرار النورانيَّة» مختصر شرح رائيَّة أبي نصر في الصلاة.
- «التاج على المنهاج»، في ستَّة وعشرين جزءًا، طبع في سلطنة عمان، ضبط وإعداد الباحثين محمَّد باباعمي، ومصطفى شريفي.
- «مختصر في أمور الزواج المقتبس من كتاب المنهاج».
- «تعاظم الموجين، شرح مرج البحرين» للشيخ أبي يعقوب يوسف الوارجلاني، في المنطق.
- «التكميل لِما أخلَّ به كتاب النيل»،.
- «عقد الجواهر من بحر القناطر»، في جزأين.
- «كتاب النيل وشفاء العليل»، عمدة المذهب في الفقه، وقد اختصره ثلاث مرَّات، وتوجد منه ثلاث نسخ مخطوطة، حقَّقه الشيخ عبد الرحمن بن عمر بكلِّي وطبع في ثلاثة مجلَّدات، وشرحه القطب الشيخ امحمَّد ابن يوسف اطفيَّش، وطبع في 17 مجلَّدًا. كما أنَّ بعض أجزائه حظيت بالترجمة إلى اللغات الأجنبية، منها: ترجمة أوشير (Aucher)، وترجمة زيس (Zeys).[8][9][10]
- «مختصر حواشي ترتيب مسند الربيع بن حبيب»، في الحديث.
- «المصباح المقتبس من كتاب أبي مسألة والألواح»، لأبي العبَّاس أحمد بن محمَّد بن بكر.
- «معالم الدين»، في علم الكلام، طبع بعمان، وهو بصدد الدراسة والتحقيق من قبل الباحث عمر بن إسماعيل قلاَّع الضروس، لإعداد رسالة ماجستير.
- «النور» مختصر شرح نونيـَّة أبي نصر في العقيدة.
- «الورد البسـَّام في رياض الأحكام».
- مراسلات عديدة منها ما هو مع أهل عمان، وهي مخطوطة يرجع تاريخها إلى عام 1205هـ.
- فتاوى متناثرة في كثير من المصادر.
- ترك مكتبة ثريَّة انتقلت إلى حفيده محمَّد بن صالح الثميني، وهي الآن ببني يسجن باسم مكتبة الاِستقامة.[2][3][4][5][6][7]